# Rıfat Ilgaz
Pour les articles homonymes, voir Ilgaz (homonymie).
Rıfat Ilgaz, né le 7 mai 1911 à Kastamonu et mort le 7 juillet 1993 à İstanbul, est un écrivain, poète turc.